# Лушомо Мвімба
Лушомо Мвімба (англ. Lushomo Mweemba; нар. 10 квітня 2001, Замбія) — замбійська футболістка, захисниця та півзахисниця клубу «Нквазі» та національної збірної Замбії. Одна з гравчинь, яка поїхала на футбольний турнір Літньої Олімпіади 2020 року.

## Клубна кар'єра
Дорослу футбольну кар'єру розпочала 2018 року в замбійському клубі «Нквазі», кольори якого захищає й донині.

## Кар'єра в збірній
У футболці національної збірної Замбії дебютувала 18 липня 2018 року в переможному (5:0) поєдинку Кубку африканських націй проти Екваторіальної Гвінеї. Лушомо вийшла на поле в стартовому складі та відіграла увесь матч. Загалом на вище вказаному турнірі провела 3 поєдинки.